# タイソン・リッター
タイソン・ジェイ・リッター（Tyson Jay Ritter、1984年4月24日 - ）は、アメリカ合衆国のミュージシャン、俳優、モデルである。オール・アメリカン・リジェクツのメンバー。
2013年4月にエレナ・サチンと婚約したことを発表。